# Denji Sentai Megaranger
Denji Sentai Megaranger (jap. 電磁戦隊メガレンジャー Denji Sentai Megarenjā; Elektromagnetyczny Oddział Bojowy Megaranger) – japoński serial z gatunku tokusatsu z roku 1997. Jest dwudziestym pierwszym serialem z sagi Super Sentai stworzonym przez Toei Company. Emitowany był na kanale TV Asahi od 14 lutego 1997 do 13 lutego 1998. Liczył 51 odcinków. Na podstawie serialu wyreżyserowano amerykańską adaptację Power Rangers w Kosmosie.

## Fabuła
Kenta Date, uczeń klasy 3 liceum Moroboshi, zostaje okrzyknięty mistrzem w grę walki o nazwie Megaranger, która jest dostępna na automaty. Po mistrzowskiej grze zostaje on przyprowadzony do siedziby organizacji INET. W międzyczasie jego szkolni znajomi: Kōichirō Endō, Shun Namiki, Miku Imamura i Chisato Jōgasaki, którzy należą do szkolnego kółka komputerowego przyszli w odwiedziny do siedziby INET, jednak nie zostali początkowo wpuszczeni przez szefa oddziału – dra Kubotę. Gdy odkrywają pobyt Kenty budynek zostaje zaatakowany przez Neziregię – złe istoty z innego wymiaru dowodzone przez Doktora Hinelara. Kubota mówi nastolatkom prawdę o grze Megaranger – ta gra to maszyna testująca ludzi, którzy będą walczyć z Neziregią i staną się prawdziwymi Megarangerami. Podczas ataku piątka otrzymuje Digitizery – moduły przemiany i staje do walki z Neziregią. W międzyczasie pojawia się także agent INET Yūsaku Hayakawa, który używa prototypu Megarangersów jako Mega Srebrnego.

## Bohaterowie
Główni bohaterowie to Kenta, Kōichirō, Shun, Chisato i Miku – uczniowie klasy 3A liceum Moroboshi. Cała piątka należy do szkolnego kółka komputerowego Digi Ken, którego szefem jest Kōichirō.
- Kenta Date (jap. 伊達 健太 Date Kenta) / Mega Czerwony (jap. メガレッド Mega Reddo; Mega Red) – nieco otępiały i próżny, lecz przyjacielski i miły 18-latek. Mistrz gry w "Megaranger". Lubi grillowane potrawy z mięsa, w szczególności yakiniku oraz galbi. Kenta jest kiepskim uczniem, ma najgorsze wyniki w klasie. Często wagaruje, za co zresztą był w gimnazjum zawieszony w prawach ucznia. Kenta należy do Digiken tylko dlatego, że jest Megarangersem, nie potrafi obsługiwać komputera, choć jest on jego symbolem, dzięki któremu może przyswajać sobie nowe techniki walki. Pojawia się w filmie Gaoranger vs. Super Sentai jako jeden z 24 poprzednich czerwonych wojowników. Pojawia się także w Gokaiger gdzie pomimo swych dawnych niechęci do szkoły i komputerów pracuje jako nauczyciel informatyki w liceum Moroboshi i ujawnia Gokaigersom sekret kluczy Megarangersów.
  - Broń: Wiertło Szabla (ドリルセイバー Doriru Seibā, Drill Saber)
  - Mecha: Delta Mega, Rovoyager 1

- Kōichirō Endō (jap. 遠藤 耕一郎 Endō Kōichirō) / Mega Czarny (jap. メガブラック Mega Burakku; Mega Black) – właściwie to on jest liderem grupy. Kōichirō lubi szkołę i w przeciwieństwie do Kenty jest prymusem i gospodarzem klasy 3A. Gra w futbol. Mimo że jest urodzonym liderem, nadmiernie wczuwa się w tę rolę. Nikt z drużyny nie rozumie jego skomplikowanych planów taktycznych, raz próbował ułożyć plan dnia dla piątki, ale grupa go odrzuciła. Ponadto jest bardzo wymagający, nawet dla nauczycieli. Dzięki swemu wychowawcy Ōiwie, Kōichirō nauczył się, że ilość popełnionych błędów nie ma znaczenia przy tym, jak mocno stara się coś osiągnąć. Jego symbolem jest satelita, potrafi przechwytywać sygnały komunikacyjne.
  - Broń: Mega Kij (メガロッド Mega Roddo, Mega Rod)
  - Mecha: Shuttle Voyager 2

- Shun Namiki (jap. 並樹 瞬 Namiki Shun) / Mega Niebieski (jap. メガブルー Mega Burū; Mega Blue) – samotny wilk, ale jest najlepszym kolegą Kenty. Chce zostać grafikiem komputerowym. W trzecim odcinku uznał, że walka z Nejirejią może stać na drodze jego ambicjom i zwrócił Digitizer, jednak po pomocy, jaką udzielił mu Kenta, powrócił do drużyny świadomy wartości przyjaźni. Jego matka była krajowej sławy flecistką, jednak zmarła kilka lat przed akcją serialu. Kiedy pojawili się Nezirangersi, Shun stał się głównym celem Nezi Niebieskiego. Z pomocą Yūsaku wpadł na pomysł, aby wszyscy Megarangersi przebrali się w Mega Niebieskiego by zmylić wroga. Jego symbolem jest telewizor, potrafi tworzyć iluzje.
  - Broń: Mega Tomahawk (メガトマホーク Mega Tomahōku)
  - Mecha: Rocket Voyager 3

- Chisato Jōgasaki (jap. 城ヶ崎 千里 Jōgasaki Chisato) / Mega Żółta (jap. メガイエロー Mega Ierō; Mega Yellow) – najlepsza przyjaciółka Miku, Chisato jest zakochana w Kōichirō. Chciałaby zostać fotografem (nawiązanie do jednej z jej poprzedniczek – Miki Koizumi/Żółta Czwórka 1 z Bioman zajmowała się robieniem zdjęć). Potrafi śpiewać. Jej symbolem jest cyfrowy aparat fotograficzny, przez to posiada super wzrok, może namierzać ludzi i obiekty nawet przez przeszkody, a także nagrywać i odtwarzać wszystko co widziała.
  - Broń: Mega Proca (メガスリング Mega Suringu, Mega Sling)
  - Mecha: Saucer Voyager 4

- Miku Imamura (jap. 今村 みく Imamura Miku) / Mega Różowa (jap. メガピンク Mega Pinku; Mega Pink) – najlepsza przyjaciółka Chisato. Miku jest wesołą i uczuciową dziewczyną, nie cierpi szkoły tak jak Kenta, jest średnią uczennicą. Kocha się w Shunie. W jednym z odcinków została Super Mega Różowym, jej kwadraty na kombinezonie zmieniły kolor na złoty i mogła używać wszystkich broni Megarangerów. Jej charakter także się wtedy zmienił, nie chciała pomóc pozostałym, tylko sama chciała pokonać potwory i zapomniała o przyjaciołach. Mimo to Chisato postanowiła przypomnieć jej o wartości drużyny i Miku wróciła. Pojawiła się w filmie Gaoranger vs. Sentai jako członek Drużyny Marzeń. Opowiedziała Sae/Gao Białej o jej poprzedniczkach oraz nauczyła techniki zmiany ubrań. Jej symbolem jest telefon komórkowy, potrafi analizować dźwięk.
  - Broń: Mega Antena (メガキャプチャー Mega Kyapuchā, Mega Capture)
  - Mecha: Tank Voyager 5

- Yūsaku Hayakawa (jap. 早川 裕作 Hayakawa Yūsaku) / Mega Srebrny (jap. メガシルバー Mega Shirubā; Mega Silver) – szósty Megaranger, 25-letni agent INET i szef grupy pracującej nad Mega Voyagerem. Hayakawa w tajemnicy przed przełożonymi przerobił prototyp Megarangersa i stał się Mega Srebrnym. Z początku mógł ubierać kombinezon tylko na okres 2,5 minuty, jednak później dokonał jego ulepszeń i nie obowiązywały go już ograniczenia czasowe. Yūsaku jest jak na swój wiek nieco lekkoduszną i nierozważną osobą. Wielokrotnie w serialu zachodził za skórę Kubocie, którego kilkakrotnie bezskutecznie prosił o urlop, aby wspomóc Megarangersów w walce i stworzyć potajemnie Mega Wingera. W 36 odcinku decyzją wiceprezesa INET Hayakawie zostaje odebrany Keitaizer, jednak Kubota decyduje się na oddanie mu go. Tym samym Yūsaku stał się pełnoprawnie szóstym wojownikiem. Mimo swego charakteru Hayakawa jest genialnym inżynierem, świetnie walczy i ma talent aktorski. Kiedy Shun znalazł się na celowniku Nezi Niebieskiego, Yūsaku przypadkowo podsunął mu pomysł na pokonanie go, zaś sam postanowił zrobić nieprawdziwy kostium Nezi Srebrnego by nabrać Nezirangersów. W finale pomógł Mega Voyagerowi wydostać się z zawalonej bazy, wraz z doktorem Kubotą i Tachibaną przybył na ceremonię ukończenia liceum przez piątkę. Jego symbolem jest mikroprocesor, podstawa całej technologii cyfrowej. Yūsaku pojawia się w odcinkach 24–29, 32–33, 35–38, 40–43, 46, 48–51, a także w filmie Megaranger vs. Carranger.
  - Broń: Silblazer (シルブレイザー Shirubureizā)
  - Mecha: Mega Winger

### Pomocnicy
- Doktor Eikichi Kubota (jap. 久保田 衛吉博士 Kubota Eikichi-hakase) – twórca gry Megaranger, mentor piątki. Wskutek niespodziewanego ataku Neziregii na INET, daje piątce Digitizery do przemiany w Megarangersów. Przyjaźnił się z doktorem Samejimą, dopóki on nie stał się Hinelarem. Fan boksu i jazzu, umie grać na trąbce.

## Broń
- Digitizer (デジタイザー Dejitaizā) – moduł transformacji Megarangersów. Każdy posiada zakodowane opcje:
  - 335 – zmiana w Megarangersów
  - 751 – wezwanie Digi Czołgu
  - 108 – uruchomienie Mega Promu
  - 259 – wezwanie Cyber Sliderów
  - 541 – łączenie w Galaxy Megę
- Mega Snajper (メガスナイパー Mega Sunaipā, Mega Sniper) – laserowy pistolet ręczny dla każdego. Może zmieniać się w 2 mniejsze i łączyć się z osobistą bronią Megarangersów.
- Wiertło Szabla Działo (ドリルスナイパーカスタム Doriru Sunaipā Kasutamu, Drill Sniper Custom) – działo, może być używane przez Kentę, gdy ten dodaje niewielką część do Wiertło Szabli Snajpera.
- Multi Atakujący Karabin (マルチアタックライフル Maruchi Atakku Raifuru, Multi-Attack Rifle) – kombinacja Mega Włóczni, Mega Procy, Mega Wychwytywacza i Mega Topora. Używana jest przez pozostałą czwórkę.
- Digi Czołg (デジタンク Dejitanku, Digitank) – Niebiesko-żółty czołg dla drużyny.
- Battle Riser (バトルライザー Batoru Raizā) – specjalna bransoletka, która powoduje, że Megarangersi mają super moc. Na początku dostał go tylko Kenta, ponadto jako jedyny nosi go razem z Digitizerem. Później dostali je Kōichirō i Chisato, w Gaoranger vs. Sentai okazuje się, że Miku też go posiada. Shun także go otrzymał, lecz nie użył ani razu. Tak jak Digitizer ma opcje w kodach:
  - 01 – Super Ścięcie i formuje Super Galaxy Megę.
  - 02 – Super Pięść i uruchomienie Delta Megi (tylko Kenta uruchamia Delta Megę).
  - 03 – Super Ogień z Wiertło Szabli Działa.
- Cyber Slidery (サイバースライダー Saibā Suraidā) – podobne do deski surfingowej pojazdy do serfowania w kosmosie i na Ziemi.
- Keitaizer (ケイタイザー Keitaizā) – komórka, którą Yūsaku przemienia się w Mega Srebrnego z początku na 2,5 minuty, ale potem błąd został usunięty. Kod do transformacji: 2580.
- Auto Slider (オートスライダー Ōto Suraidā) – motocykl Mega Srebrnego, potrafi zmieniać się w srebrnego Cyber Slidera.
- Mega Tector (メガテクター Megatekutā) – zbroja, którą główni Megarangersi dostali od wróżki o imieniu Pikot w filmie Megaranger vs. Carranger. Użyta była tylko w tym filmie.

## Machiny
- Galaxy Mega (jap. ギャラクシーメガ Gyarakushī Mega) – pierwszy robot Megarangersów. Jest prawie cały niebieski, jednak na głowie pojawiają się białe fragmenty.
  - Broń: Mega Szabla, Mega Tarcza, Mega Karabin
    - Mega Prom – pojawił się w pierwszym odcinku. Tworzy głowę Galaxy Megi. Za jego pomocą Megarangersi uciekli z eksplodującej bazy INET-u.
    - Mega Statek – baza Megarangersów na orbicie okołoziemskiej. Tworzy ciało Galaxy Megi.
- Delta Mega (jap. デルタメガ Deruta Mega) – drugi robot, tylko dla Kenty. Kenta może go wezwać kodem 02 na Battle Riserze. Czasami korzysta z niego Yūsaku. Ma dwa tryby: robot albo statek.
  - Broń: Delta Laser, Gatlingi na rękach.
- Super Galaxy Mega (jap. スーパーギャラクシーメガ Sūpā Gyarakushī Mega) – połączenie Galaxy Megi i Delta Megi. Ciało tworzy Galaxy Mega a zbroję Delta Mega. Megarangersi formują go wciskając 01 na Battle Riserze.
  - Broń: Super Galaxy Pięść, Wielkie Bum
- Mega Voyager (jap. メガボイジャー Mega Boijā) – trzeci i najpotężniejszy robot drużyny. Jako jedyny robot drużyny jest utworzony z pięciu części (Galaxy Mega jest z dwóch, Delta Mega jest "transformersem"). Mega Voyager może także użyć skrzydeł Mega Wingera i latać. Ulega autodestrukcji w ostatnim odcinku z robotem-bazą Neziregii – Grandem Nejirosem. Może używać Mega Szabli.
  - Rovoyager 1 (jap. ロメガボイジャー1 Roboijā Wan) – maszyna przypominająca robota. Używa jej Mega Czerwony. Formuje brzuch MegaVoyagera.
  - Shuttlevoyager 2 (jap. シャトルロボイジャー2 Shatoruboijā Tsū) – maszyna przypominająca prom kosmiczny. Używa jej Mega Czarny. Formuje głowę Mega Voyagera i Voyager Tarczę.
  - Rocketvoyager 3 (jap. ロケットボイジャー3 Rokettoboijā Surī) – maszyna przypominająca rakietę kosmiczną. Największa z maszyn tworzących Mega Voyagera. Używa jej Mega Niebieski. Formuje kręgosłup i nogi Mega Voyagera oraz Voyager Spartana.
  - Saucervoyager 4 (jap. ソーサーボイジャー4 Sōsāboijā Fō) – maszyna przypominająca UFO. Używa jej Mega Żółta. Formuje klatkę piersiową i ręce Mega Voyagera.
  - Tankvoyager 5 (jap. タンクボイジャー5 Tankuboijā Faibu) – maszyna przypominająca czołg. Używa jej Mega Różowa. Formuje stopy Mega Voyagera.
- Mega Winger (jap. メガウインガー Mega Uingā) – statek kosmiczny, którego Yūsaku stworzył w ramach projektu Mega Voyager. Jest osobistą maszyną Mega Srebrnego. Podobnie jak Delta Mega, jest to transformers – ma tryb robota i tryb latający. Może zdjąć skrzydła i przekazać je Mega Voyagerowi.

## Nejirejia
Złe Królestwo Elektroniki Neziregia (邪電王国ネジレジア Jaden Ōkoku Nejirejia) są wrogami Megarangersów przybyłymi ze Skręconego Wymiaru. Celem ich najazdu na Ziemię jest jej podbicie i wyniszczenie ludzkości. Główni dowódcy przebywają na statku zwanym Death Nezirosem Nazwa grupy pochodzi od słowa neji (捻じ) oznaczającego coś skręconego, śrubę lub przedmiot o spiralnym kształcie.
- Doktor Hinelar (Dr.ヒネラー Dokutā Hinerā) – główny czarny charakter serii, zastępca Javiousa, który tak naprawdę zamierza go obalić i przejąć władzę nad Neziregią. Jest twórcą Shiboreny, Yugandego i większości potworów Nejirejii. Hinelar to tak naprawdę doktor Samejima, dawny wspólnik Kuboty, z którym pracował nad stworzeniem technologii pozwalającej ludziom przebywać w kosmosie bez kombinezonu bądź innych ograniczeń. Jednak w wyniku nieudanego testu śmierć poniosła jego córka, zaś reputacja naukowca sięgnęła zera. Kiedy porzucony przez społeczeństwo Samejima odkrył istnienie Skręconego Wymiaru i postanawia do niego wkroczyć, Kubota stara się go powstrzymać, jednak nie udaje mu się to i uznaje swojego wspólnika za zmarłego. Po teleportacji Samejima staje się Hinelarem i dąży do zawładnięcia Nejirejią i zemsty na ludzkości, a także na Kubocie, którego dzieła wielokrotnie biorą górę nad Skrętobestiami i Psycho Skrętobestiami. Hinelar jest bardzo lojalny dla Shiboreny oraz Yugandego, którego kilkakrotnie wskrzeszał i przebudowywał. Kiedy odkrył zdradę Guiralia, dał mu trujący Skrętogen i dzięki temu Megarangersi byli w stanie go pokonać. Pod koniec serii Hinelar tworzy piątkę wojowników zwanych Nezirangersami, którzy posiadają w sobie cząstki Javiousa. Kiedy giną wszyscy Nezirangersi, a Javious umiera, Hinelar przejmuje władzę nad Nejirejią i tworzy Miasto Hinelara, którym zamierza osiedlić ludzi przemienionych w karty z danymi. Mimo że Megarangersi zniszczyli Miasto Hinelara, to ten poznaje ich tożsamości. Po przybraniu swojej potwornej formy Hinelar podejmuje ostateczną walkę z Megarangersami, którzy przedtem zniszczyli Yugandego i Shiborenę. Mimo to odkrył, że jego ciało po przemianie powoli niszczeje. Transformuje statek Neziregii w Grand Nezirosa i stawia czoło Mega Voyagerowi. Kiedy ciało Hinelara stopniowo zaczyna odmawiać mu posłuszeństwa, postanawia dokonać autodestrukcji, niszcząc przy tym siebie, Grand Nezirosa, Mega Voyagera oraz omal co nie zabijając piątki bohaterów. Jego imię pochodzi od słowa hineru (捻る) oznaczającego "zakręcić się".

- Yugande (ユガンデ) – robot stworzony przez Hinelara, aby służył jako jego główny egzekutor i generał. Oprócz zdolności szermierskich, Yugande posiada ogromny arsenał mocy, takich jak wybuchy energii, tworzenie iluzorycznych kopii i możliwość powiększania się bez pomocy Bibidebi. Tworzy zaciekłą rywalizację z obecnym Mega Czerwonym, będącym przeciwnikiem, który go pokonał.

- Shiborena (シボレナ) – kobieta-cyborg będąca zastępczynią Hinelara. Stworzona na kształt jego zmarłej córki Shizuki i uznana za jego szczytowe dzieło. Często wymyśla plany podboju i woli przebiegłe plany niż brutalną siłę.

- Bibidebi (ビビデビ) –zabawna, skrzydlata istota podobna do chochlika, którą Hinelar zmodyfikował, aby powiększał Skrętobestie, wstrzykując im wirusa wzrostu poprzez ugryzienie.

- Javious Pierwszy (ジャビウス1世 Jabiusu Issei) – władca Neziregii pojawiający się tylko jako olbrzymie oko na ekranie. Niewiele wiadomo o nim, a on zostaje zabity, krzycząc imię Hinelara, gdy ostatni z Nejirangerów, których siły życiowe były połączone z jego, zostali zniszczeni przez Megarangerów. Po jego śmierci, Javious okazał się być jądrem samej Neziregii, która zniknęła wraz ze śmiercią jego i Nezirangerów. Pozostało tylko serce Javiousa, źródło tej energii, której dr Hinelar użył do zasilania swojego Miasta Hinelara. Po zniszczeniu miasta wszystkie ślady Javiousa zniknęły na zawsze.

- Guirail (ギレール Girēru) – elitarny wojownik Neziregii, który został przydzielony przez Javiousa do pomocy dr Hinelarowi w jego próbach podboju Ziemi. Sadystyczne i bezlitosne metody Guiraila obejmowały taktyki, które nawet jego sojusznicy uznali za naganne, takie jak porywanie dzieci w celu wykorzystania ich jako żywych tarcz i przeprowadzanie dziwacznych eksperymentów na Skrętobestiami.

- Kunekune (クネクネ) – żołnierze Nejirejii. W Power Rangers są znani jako Craterites.

### Nezirangersi
Jaden Sentai Neziranger (邪電戦隊ネジレンジャー Jaden Sentai Nejirenjā) – złe klony Megarangerów stworzone przez Hinelara. Ich energia była zasilana od Javiousa, który wraz ze zniszczeniem kolejnego tracił siły. W Power Rangers są znani jako Psycho Rangersi.
- Nezi Czerwony (jap. ネジレッド Neji Reddo) – arogancki dowódca Nezirangerów. Jego prawdziwą formą jest płomienny potwór zwany Nezi Phantom (ネ ジ フ ァ ン ト ム Nejifantomu) i może również przybrać ludzką postać. Zwraca się przeciwko Hinelarowi, kiedy odkrył, że byli tylko pionkami w jego planach pozbycia się Javiousa. Pozbawiony wkrótce wolnej woli, by jego jedynym celem było zniszczenie Megarangerów.
- Nezi Czarny (jap. ネジブラック Neji Burakku) – drugi dowódca Nezirangerów i najbardziej intelektualny członek zespołu. Jego prawdziwą formą jest skalny potwór zwany Nezi Vulgar (ネ ジ ヴ ァ ル ガ ー Nejivarugā) i może również przybrać ludzką postać. Podczas ostatniej bitwy stracił wolną wolę, by jego jedynym celem było zniszczenie Megarangerów.
- Nezi Niebieski (jap. ネジブルー Neji Burū) – najbardziej sadystyczny z zespołu. Ma obsesję na punkcie zabicia Mega Niebieskiego. Jego prawdziwą formą jest krystaliczny lodowy potwór zwany Nezi Bizzare (ネ ジ ビ ザ ー ル Nejibizāru).
- Nezi Żółta (jap. ネジイエロー Neji Ierō) – zwodnicza rywalka Nezi Różowej. Jej prawdziwą formą jest potwór na bazie stawonoga zwany Nezi Sophia (ネ ジ ソ フ ィ ア Nejisofia) i może również przyjąć ludzką postać. Podczas ostatniej bitwy straciła wolną wolę, by jej jedynym celem było zniszczenie Megarangerów.
- Nezi Różowa (jap. ネジピンク Neji Pinku) – najbardziej okrutna członkini zespołu, rywalizuje z Nezi Żółtą. Jego prawdziwą formą jest roślinny potwór zwany Nezi Jealous (ネジジェラス Nejijerasu).

## Obsada
- Hayato Ōshiba – Kenta Date / Mega Czerwony
- Atsushi Ehara – Kōichirō Endō / Mega Czarny
- Masaya Matsukaze – Shun Namiki / Mega Niebieski
- Eri Tanaka – Chisato Jōgasaki / Mega Żółty
- Mami Higashiyama – Miku Imamura / Mega Różowa
- Shigeru Kanai Yūsaku Hayakawa / Mega Srebrny
- Satoru Saitō – dr Eikichi Kubota
- Tetsuo Morishita – Doktor Hinelar / dr Samejima
- Asami Jō:
  - Shiborena,
  - Shizuka Samejima
- Hirotaka Suzuoki – Yugande (głos)
- Tomokazu Seki – Bibidebi (głos)
- Ryūzaburō Ōtomo – Javious Pierwszy (głos)
- Jinnai Tatsuyuki – Guirail (głos)
- Toshio Funatsu – Nezi Czerwony / Nezi Phantom (głos)
- Kunihiko Yasui – Nezi Czarny / Nezi Vulgar (głos)
- Yoshiharu Yamada – Nezi Niebieski / Nezi Bizzare (głos)
- Masako Katsuki – Nezi Żółta / Nezi Sophia (głos)
- Erina Yamazaki – Nezi Różowa / Nezi Jealous (głos)

### Aktorzy kostiumowi
- Kazutoshi Yokoyama –
  - Mega Czerwony,
  - Mega Niebieski,
  - Galaxy Mega,
  - Super Galaxy Mega,
  - Robovoyager 1,
  - Mega Voyager
- Hirofumi Fukuzawa – Mega Czerwony
- Jirō Okamoto –
  - Mega Czarny,
  - Mega Latacz
- Masaya Matsukaze – Mega Niebieski
- Seiji Takaiwa –
  - Mega Niebieski,
  - Delta Mega,
- Motokuni Nakagawa –
  - Mega Niebieski,
  - Mega Różowa
- Yūichi Hachisuka –
  - Mega Niebieski,
  - Mega Żółta
- Mizutani Ken – Mega Niebieski
- Naoko Kamio – Mega Różowa
- Hideaki Kusaka –
  - Mega Srebrny,
  - Galaxy Mega
- Shigeru Kanai – Mega Srebrny
- Naoki Ōfuji –
  - Mega Srebrny,
  - Guirail,
  - Nezi Czerwony / Nezi Phantom
- Yasuhiro Takeuchi –
  - Yugande,
  - Mega Winger
- Teruo Yamaguchi – Nezi Czarny / Nezi Vulgar
- Hirofumi Ishigaki – Nezi Niebieski / Nezi Bizzare
- Shoji Hachisuka – Nezi Żółta / Nezi Sophia
- Makiko Togashi – Nezi Różowa / Nezi Jealous

Źródło:

## Muzyka
Opening
- "Denji Sentai Megaranger" (jap. 電磁戦隊メガレンジャー Denji Sentai Megarenjā) (1–43, 45–50)

Słowa: Saburō Yatsude
Kompozycja i aranżacja: Keiichi Oku
Wykonanie: Naoto Fūga
- "Megaranger "The Cyberdelix"" (44)

Słowa: T.CRANE
Kompozycja i aranżacja: Keiichi Oku
Wykonanie: Mega Mickey
Ending
- "Kinosei ka na" (jap. 気のせいかな) (1–21, 31–50)

Słowa: Saburō Yatsude
Kompozycja i aranżacja: "Taka-Tora"
Wykonanie: Naoto Fūga
- Bomb Dancing Megaranger (jap. Bomb Dancing メガレンジャー Bon Danshingu Megarenjā) (22–30)

Słowa: Shōko Fujibayashi
Kompozycja i aranżacja: Toshihiko Sahashi
Wykonanie: Hiroko Asakawa